# 인피니티 풀

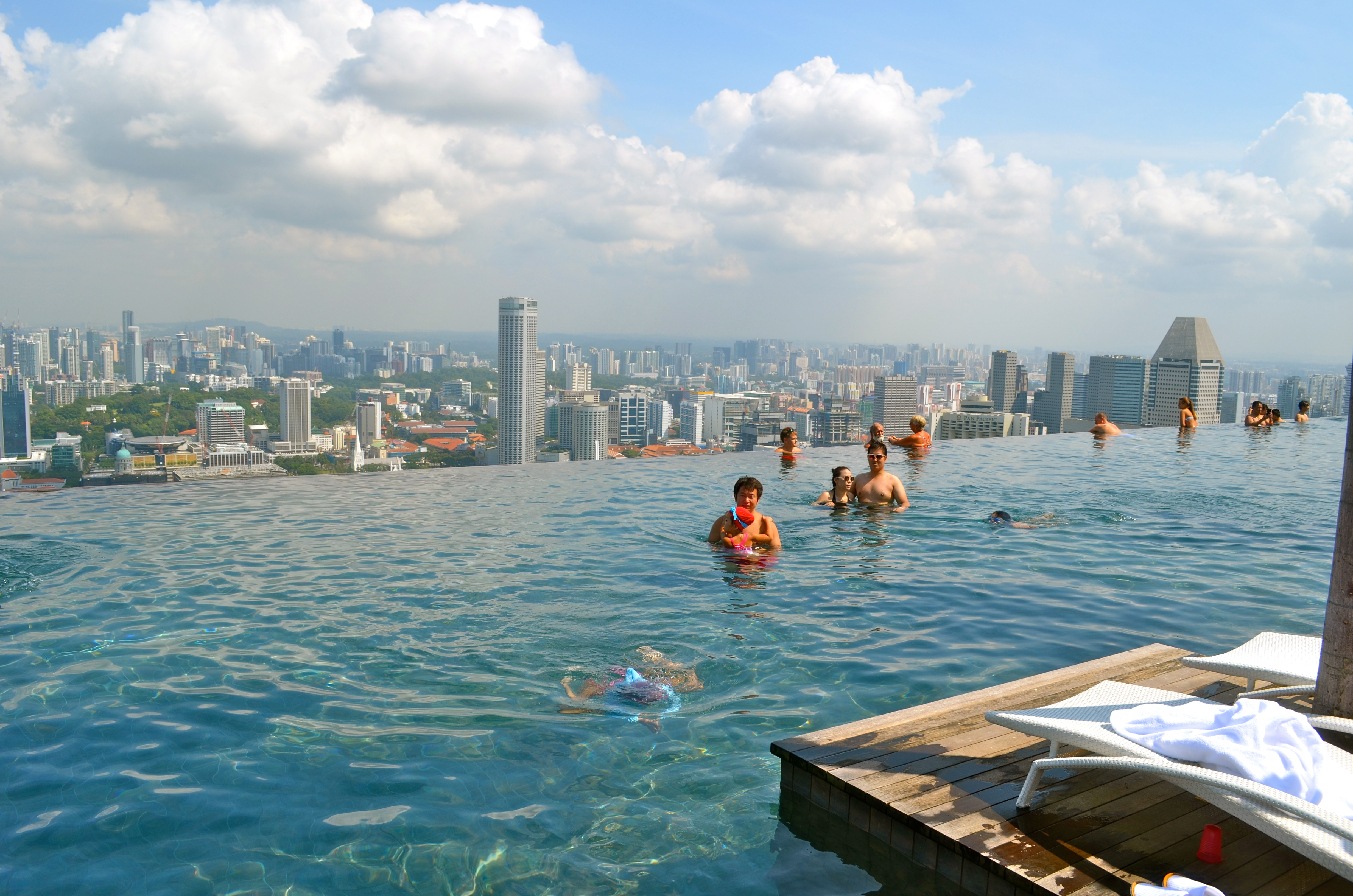
수영장에서 본 마리나 베이 샌즈 57 층에 마련된 인피니티 풀

인피니티 풀(영어: infinity pool)은 특별히 시각적으로 경계가 없을 것 같은 수영장을 의미한다. 종종 물과 하늘과 이어지는 것처럼 설계된다. 호화 리조트, 고급 호텔 등의 호화스러움이 있는 것으로 광고에 이용되고 있다.